# Ștetl

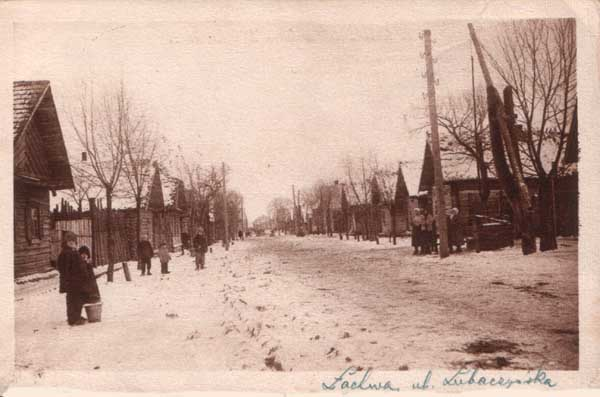
Orășelul Lakhva în 1926 (pe atunci Łachwa, Polonia), ulica Lubaczyńska (strada Lubaczynska)

Ștetl-urile (în idiș שטעטל, shtetl (singular), שטעטלעך, shtetlekh (plural)) erau orașe mici, cu populații numeroase de evrei, care au existat în Europa Centrală și de Est înainte de Holocaust. Ștetl-urile au existat în principal în Imperiul Rus, Polonia Congresului, Galiția (Ucraina) și România. În limba idiș, un oraș mai mare, precum Liov sau Cernăuți, era numit shtot (în idiș שטאָט, germană Stadt), în timp ce un sat era numit dorf (în idiș דאָרף). În limbajul oficial ștetl-ul era desemnat prin cuvântul „miasteczko” (în ucraineană мiстечко, în poloneză miasteczko, în belarusă мястэчка, în rusă местечко).

## Privire de ansamblu

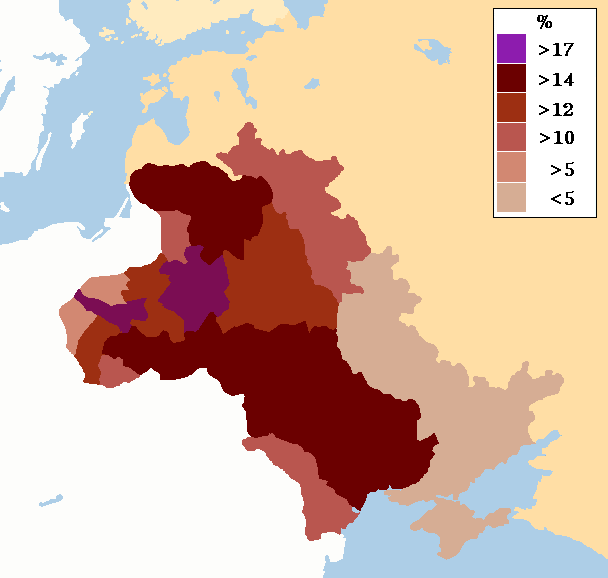
Hartă care arată procentul evreilor în vestul Rusiei și în Polonia Congresului, c. 1905

Ștetl-ul este definit de Yohanan Petrovski-Ștern ca „un târg est-european aflat în proprietatea privată a unui magnat polonez, locuit în mare parte, dar nu exclusiv, de către evrei” și care a fost din anii 1790 până în 1915 „subiect al administrației rusești” (deoarece Imperiul Rus a anexat și a administrat teritoriile pe care se aflau așezările evreiești). Conceptul de cultură ștetl descrie modul tradițional de viață al evreilor din Europa de Est. Ștetl-urile sunt considerate comunități evreiești stabile social, ce respectau preceptele iudaismului ortodox și aveau mentalități tradiționale ce rezistau influențelor sau atacurilor din afară.
Declinul ștetl-urilor a început încă de prin anii 1840. Factorii care au contribuit la acest declin au fost sărăcia cauzată de schimbarea mediului economic (inclusiv de industrializare care a afectat puternic practicarea meseriilor tradiționale evreiești și a comerțului), incendiile repetate care distrugeau casele din lemn și suprapopularea. De asemenea, antisemitismul funcționarilor imperiali ruși și al latifundiarilor polonezi, precum și pogromurile produse în Rusia începând din anii 1880, au făcut ca viața evreilor din ștetl-uri să devină tot ma grea. Din anii 1880 până în 1915 aproape 2 milioane de evrei au părăsit Europa de Est. În acea vreme aproximativ trei sferturi din populația evreiască trăia în ștetl-uri. Holocaustul a determinat exterminarea în mare măsură a locuitorilor ștetl-urilor.
Nu era ceva neobișnuit ca întreaga populație evreiască a unui ștetl să fie adunată și asasinată într-o pădure din apropiere sau deportată în diverse lagăre de concentrare.
Unii locuitori ai ștetl-urilor au emigrat înainte și după Holocaust, cea mai mare parte în Israel și Statele Unite ale Americii, unde unele tradiții au fost păstrate. Însă ștetl-ul ca un formă specifică de organizare a evreilor așkenazi din Europa de Est a fost eradicat de către naziști.

## Istoric
Istoria celor mai vechi ștetl-uri est-europene a început în jurul anului 1200 și a cunoscut lungi perioade de prosperitate și de toleranță relativă, precum și vremuri de sărăcie extremă, greutăți, inclusiv pogromurile petrecute în secolul al XIX-lea în Imperiul Rus.
Atitudinile și mentalitățile tradiționale sunt la fel de evidente pe stradă și în piață, la fel ca în ieșiva. Imaginea populară a evreului din Europa de Est, însușită atât de evrei, cât și de neevrei, este în conformitate cu tradiția talmudică. Imaginea include tendința de a examina, de a analiza și de a reanaliza, de a căuta sensuri în spatele sensurilor, precum și implicații și consecințe secundare. Ea include și o dependență de logica deductivă ca bază a concluziilor și acțiunilor practice. În viață, ca în Tora, se presupune că toate aspectele vieții au sensuri profunde și secundare, care trebuie cercetate. Toate subiectele au implicații și ramificații. Mai mult decât atât, persoana care face o afirmație trebuie să aibă un motiv, iar acest lucru trebuie să fie, de asemenea, căutat. Adesea, un comentariu va determina un răspuns la motivul presupus a se afla în spatele lui, la semnificația pe care se consideră că o are sau la consecințele pe care le provoacă. Procesul care produce un astfel de răspuns - de multe ori cu viteza fulgerului - este o reproducere modestă a procesului de studiu talmudic.
Legile din Mai introduse de către țarul Alexandru al III-lea al Rusiei în 1882 au interzis evreilor să locuiască în zone rurale și în orașe cu mai puțin de zece mii de locuitori. Revoluțiile, războaiele civile, industrializarea și Holocaustul au distrus în secolul al XX-lea existența ștetl-urilor tradiționale.

### Utilizarea modernă
În ultima parte a secolului al XX-lea, evreii hasidici au fondat comunități noi în Statele Unite ale Americii, cum ar fi Kiryas Joel și New Square, și folosesc adesea termenul de „ștetl” când se referă în limba idiș la aceste enclave, în special la cele cu structuri rurale.

## Cultura din ștetl-uri

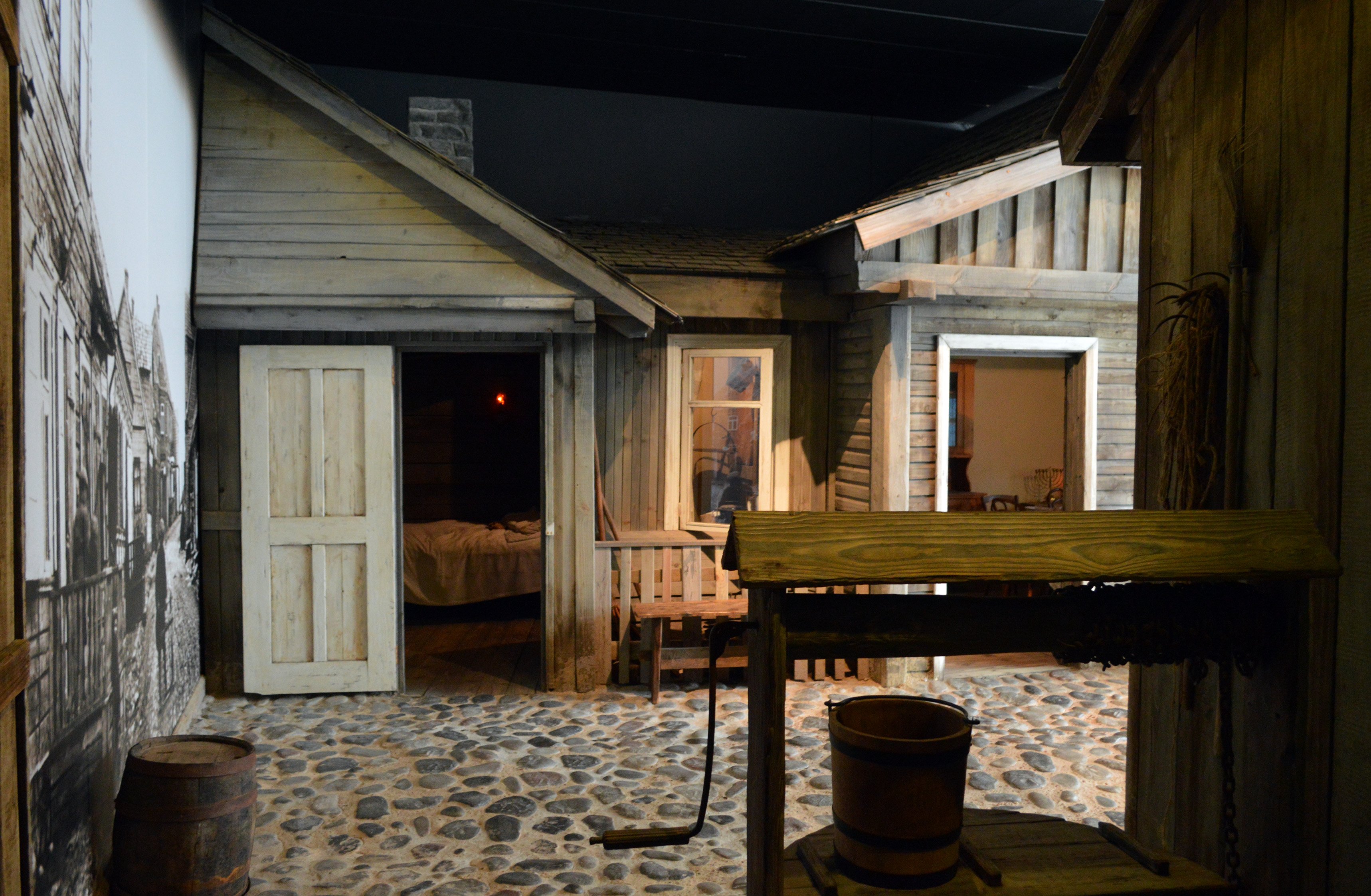
Reconstrucția unui ștetl tradițional evreiesc în Muzeul Evreiesc Sud African din Cape Town, așa cum exista în Lituania.

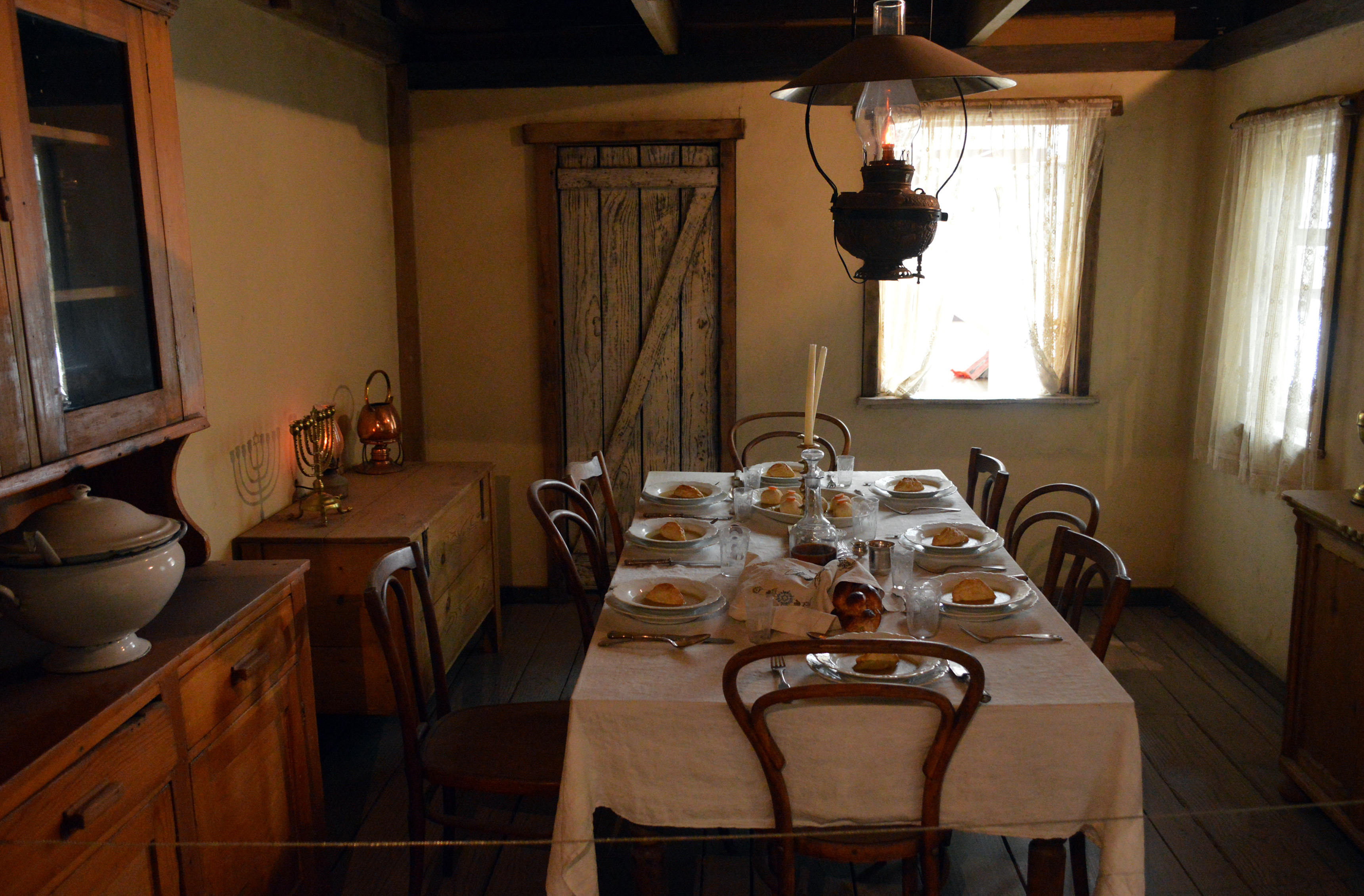
Interior unei case de lemn dintr-un ștetl lituanian tradițional, reconstruită în Muzeul Evreiesc Sud African din Cape Town.

Tzedaka (caritatea) este un element-cheie al culturii evreiești laice și religioase chiar și în prezent, fiind esențială pentru supraviețuirea multor evrei săraci din ștetl-uri. Prin actele de filantropie au fost ajutate instituții sociale, precum școlile și orfelinatele. Evreii considerau actele de caritate ca o oportunitate de a face o faptă bună (mitzvah).
În unele scrieri istorice și literare apare ideea că ștetl-urile s-au destrămat înainte de a fi distruse în timpul celui de-al Doilea Război Mondial; cu toate acestea, această presupusă destrămare culturală nu este niciodată definită în mod clar.

## Reprezentări artistice ale ștetl-urilor